# Traditional Jazz Studio
Das Traditional Jazz Studio (Prag) ist eine tschechische Band des New Orleans Jazz und Swing, die 1959 als  Studijní skupiny tradičního jazzu in Prag gegründet wurde und „mit einer meisterhaften Beherrschung der Instrumente und einem im traditionellen Jazz seltenen Formgefühl“ spielt.

## Geschichte
Ivan und Pavel Smetáček riefen mit sechs weiteren Studenten des Prager Konservatoriums die Band ins Leben. Schon früh trat die Formation international, auch im westlichen Ausland, auf; so gewann sie 1965 den ersten Preis beim Internationalen Amateur-Jazz-Festival in Düsseldorf, wo auch ihr Saxophonist Hanuš Berka ausgezeichnet wurde. Auf dem Jazz Festival Zürich waren sie 1966 und 1967 ebenfalls erfolgreich. Das Traditional Jazz Studio tourte weltweit (Montreux Jazz Festival 1970) und trat auch mit amerikanischen Gastmusikern auf.
Im Repertoire der Band sind auch Eigenkompositionen wie „V sedmém poschodí“ oder „Tulák Budulínek“ und tschechische Kompositionen der 1920er und 1930er Jahre, etwa von Jaroslav Ježek. Die Gruppe war zwischen 1959 und 1991 an 60 Aufnahmesessions beteiligt, die in 20 Alben mündeten. Bedingt durch die diplomatische Tätigkeit ihres Leiters, Pavel Smetáček, trat sie seit den 1990er Jahren nur noch gelegentlich auf. Der Pianist Antonín Bílý, der von 1961 bis 2004 in der Band gespielt und auch einige der Stücke ihres Repertoires komponiert hatte, starb 2021 im Alter von 81 Jahren.

## Diskographie (Auswahl)
- Traditional Jazz Studio 1959-1979
- Traditional Jazz Studio Plays Joe „King“ Oliver (1969)
- Entomologuv Sen/Entomologist's Dream  (1972)
- Traditional Jazz Studio & Albert Nicholas Albert's Blues (Supraphon, 1972)
- Eva Olmerová & The Traditional Jazz Studio (Supraphon 1974)
- Live im Onkel Pö (1975)
- Benny Waters & Traditional Jazz Studio (1976)
- Life Is only an Adventure (1977)
- Traditional Jazz Studio & Tony Scott Bumerang (1978)